# Sphaeroidinidae
Sphaeroidinidae es una familia de foraminíferos bentónicos de la superfamilia Discorboidea, del suborden Rotaliina y del orden Rotaliida. Su rango cronoestratigráfico abarca desde el Maastrichtiense (Cretácico superior) hasta la Actualidad.

## Clasificación
Sphaeroidinidae incluye a los siguientes géneros:
- Eusphaeroidina
- Pullenoides †
- Sphaeroidina

Otros géneros considerados en Sphaeroidinidae son:
- Bolbodium, de estatus incierto, considerado sinónimo posterior de Sphaeroidina
- Sexloculina, aceptado como Sphaeroidina